# Arthème Galip
Arthème Michailovitsj Galip (Oekraïens: Артем Мелетійович Галіп) (Voloka, Oekraïne, 24 oktober 1887 - Zuid-Amerika, helft 20e eeuw), was een geheimzinnige figuur uit het martinisme.

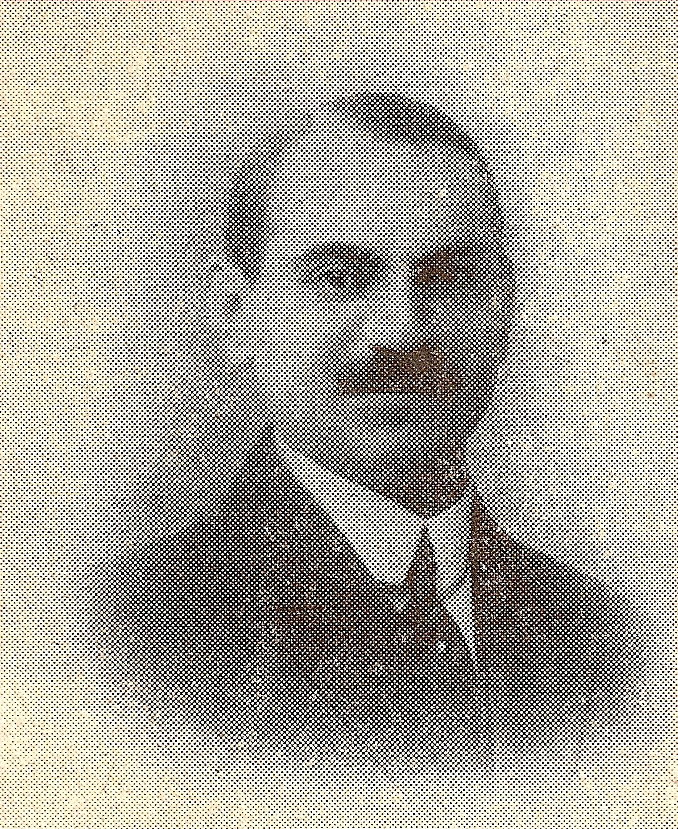
Arthème Galip, Oekraïens diplomaat en Martinist

## Levensloop en politieke loopbaan
Geboren in Volova, nabij Chernivtsi in Oekraïne, als zoon van de provinciegouverneur van Boekovina, leidde hij een internationaal leven. 
In januari 1918 werd hij op een informatiemissie naar Roemenië gestuurd.
Hij was een kameraad van de Minister van Buitenlandse zaken van de Oekraïense Volksrepubliek.
In april 1918 werd een diplomatieke missie van Oekraïense Volksrepubliek opgericht, met aan het hoofd Mykola Galagan, Oleksa Klor en Arthème Galip.
In 1919 was hij lid van de diplomatieke missie van de UPR op de Vredesconferentie van Parijs.
In de jaren twintig schreef hij in een Oekraïens-bolsjewistisch tijdschrift in Parijs, dat later door de autoriteiten werd gesloten.
Later vluchtte hij naar Zuid-Amerika waar hij soms gekend was onder de naar Artem Halip.

## Geheime loopbaan en esoterische leven
Hij was geïnitieerd in de Novikov ritus van het Martinisme.
Zijn legitimiteit werd door Serge Marcotoune aan Dr Francis Lefebure bewezen door hem een Martinistisch document te laten zien, ondertekend door Galip.
In het gewone leven was Galip een vrij omstreden man: ex-diplomaat, ex-miljardair en op de vlucht voor iets of iemand.
In het initiatieke leven is hij van belang als schakel tussen het Martinisme en het Fosfenisme.
Galip was enerzijds Martinist, maar anderzijds ook ingewijd in een tempel van een oude Zarathustrische traditie.
Beide initiaties gaf hij door aan Lefebure: De Zarathustrische inwijding door middel van een aantal oefeningen en de Martinistische inwijding in de vorm van en soort darshan. Lefebure zou deze twee initiatieke lijnen dan aan bepaalde van zijn leerlingen doorgeven.